# 安东尼·鲁宾逊 (曲棍球运动员)
安东尼·鲁宾逊（英語：Anthony Robinson，1925年7月22日—1982年7月24日），英国男子曲棍球运动员。他曾代表英国参加1952年和1956年夏季奥林匹克运动会曲棍球比赛，其中1952年奥运会获得一枚铜牌。